# Кошуа, Антуан Кристоф
Антуан Кристоф Кошуа (фр. Antoine Christophe Cochois; 1755—1830) — французский военный деятель, бригадный генерал (1805 год), шевалье (1810 год), участник революционных и наполеоновских войн.

## Биография
Антуан Кошуа родился в семье инспектора королевских фермы. 15 мая 1772 года начал службу в красной жандармерии Люневиля, затем перешёл в качестве простого артиллериста в Страсбургский артиллерийский полк.
18 февраля 1774 года зачислен в состав королевских карабинеров. 26 декабря 1788 года стал знаменосцем этого элитного корпуса. Участвовал в Мозельской кампании 1792 года. В октябре 1793 года отличился при Нойнкирхене. 30 ноября 1793 года был ранен осколком снаряда при Кайзерслаутерне. Примерно в это же время капитан Кошуа отказался от звания полковника, и возможности возглавить 6-й драгунский полк. 24 апреля 1794 года карабинеры прославились в сражении у Авен-ле-Сека, и получили прозвище «Мясники армии» (фр. Bouchers de l'armée).
28 июня 1795 года возглавил эскадрон в 1-м карабинерском полку, а 4 октября 1799 года – уже весь полк. 19 июня 1800 года отличился при переправе через Дунай у Блиндхайма. Получил самые лестные похвалы от генералов Лекурба и Лаваля, которые были свидетелями этого действия.
В кампании 1805 года Кошуа продолжал командовать карабинерами, которые были частью 1-й дивизии тяжёлой кавалерии генерала Нансути. 20 октября был ранен пулей в почку в бою у Нюрнберга, однако остался в строю. Сражался при Аустерлице. 24 декабря получил звание бригадного генерала. 13 июня 1806 года был назначен комендантом Лиона.
24 декабря 1814 года вышел в отставку.
Антуан Кристоф Кошуа умер 5 января 1830 в городе Нанси.

## Воинские звания
- Младший лейтенант (1 апреля 1791 года);
- Лейтенант (15 сентября 1791 года);
- Капитан (1 июня 1792 года);
- Командир эскадрона (28 июня 1795 года);
- Полковник (4 октября 1799 года);
- Бригадный генерал (24 декабря 1805 года).

## Титулы
- Шевалье Кошуа и Империи (фр. chevalier Cochois et de l'Empire; патент подтверждён 11 июля 1810 года)[1].

## Награды
Легионер ордена Почётного легиона (11 декабря 1803 года)
 Офицер ордена Почётного легиона (14 июня 1804 года)
 Кавалер военного ордена Святого Людовика (1814 год)
- Почётная сабля (20 декабря 1802 года)